# Gandanklooster

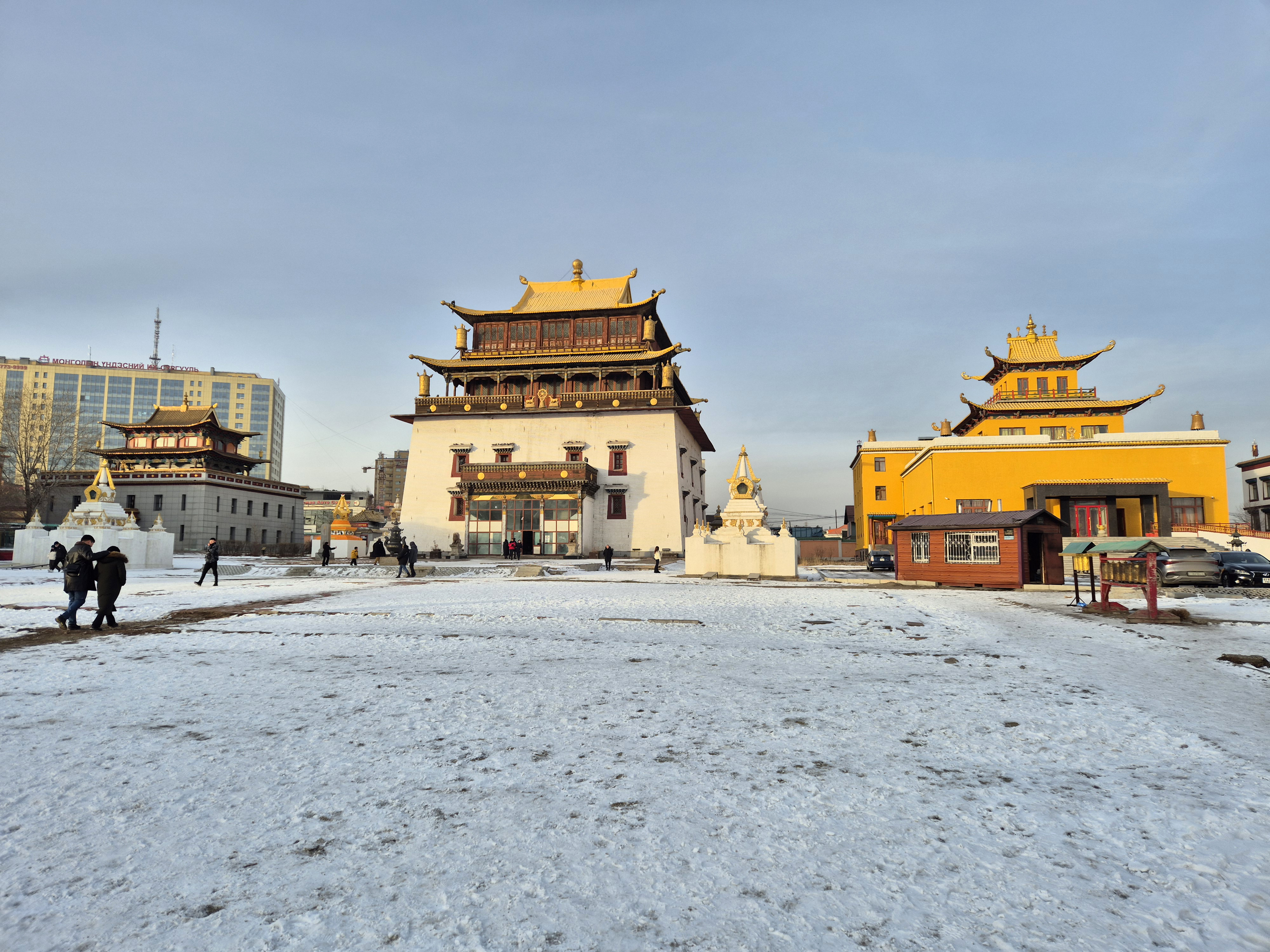
Gandanklooster

Het Gandanklooster, ook bekend als Klooster Gandantegchinlen (Mongools: Гандантэгчинлэн хийд, Gandantegchinlen khiid), is een in Tibetaanse stijl gebouwd klooster in de Mongoolse hoofdstad Ulaanbaatar. De Tibetaanse naam betekent vrij vertaald grote plaats van complete vreugde. In het klooster verblijven 150 monniken. Verder staat er een 26,5 meter hoog beeld van Avalokitesvara.

## Geschiedenis
Het klooster werd in 1835 gesticht door de vijfde jabzandamba, en groeide nadien uit tot het belangrijkste centrum voor boeddhistische leer in Mongolië. In de jaren 30 van de 20e eeuw werden veel kloosters in Mongolië vernietigd op bevel van Chorloogijn Tsjoibalsan (en op aandringen van Jozef Stalin). 
Het Gandanklooster bleef gespaard maar moest in 1938 wel zijn deuren sluiten. In 1944 werd het klooster heropend. Nadien was het Gandanklooster jarenlang de enige toegestane Boeddhistische tempel in Mongolië. Pas in 1990 kwam er met de val van het marxisme een eind aan de beperkingen van godsdienst in Mongolië. Sinds 1994 staat het klooster onder bescherming van de Mongoolse overheid.

## Afbeeldingen

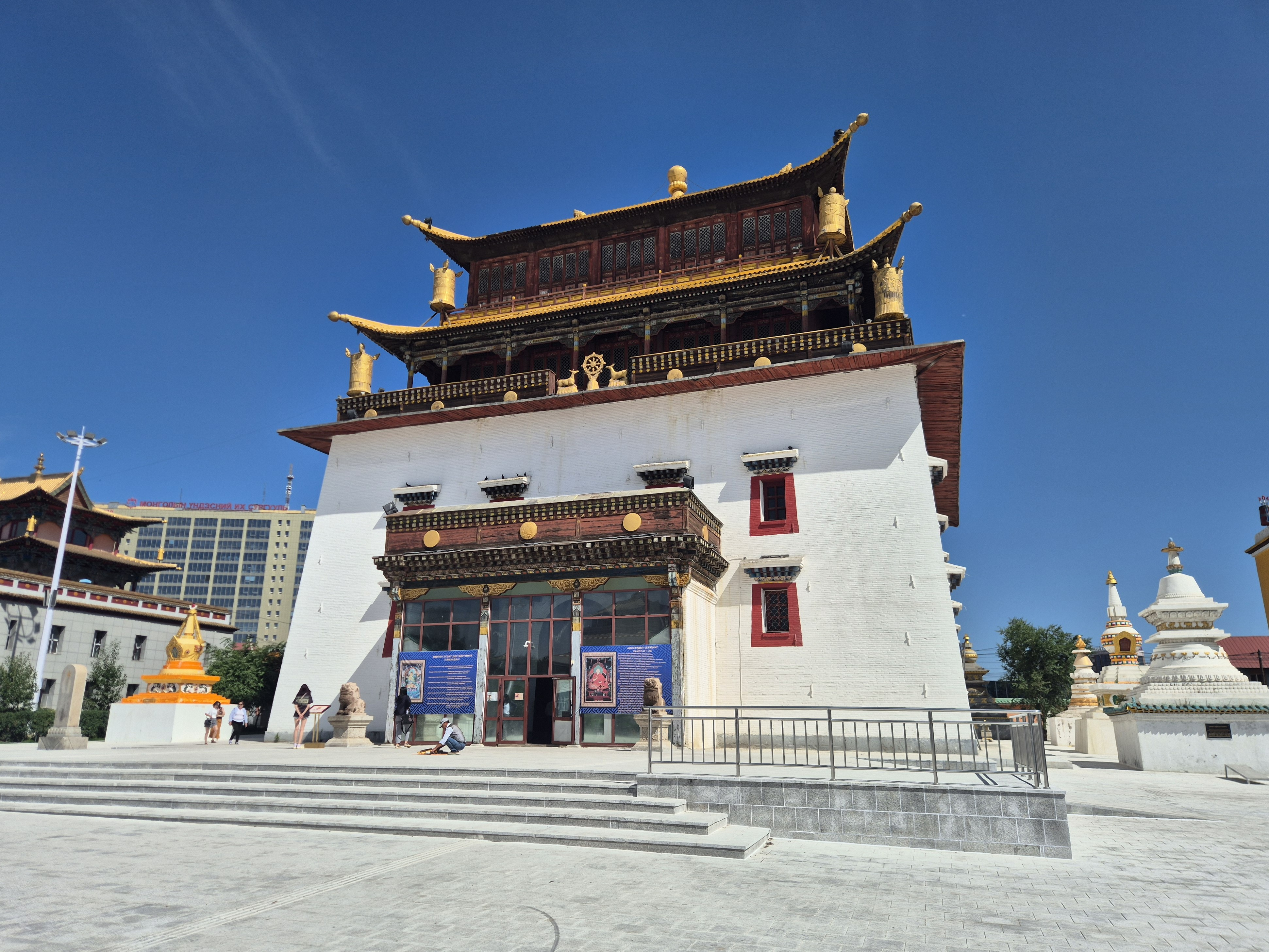
De belangrijkste tempel
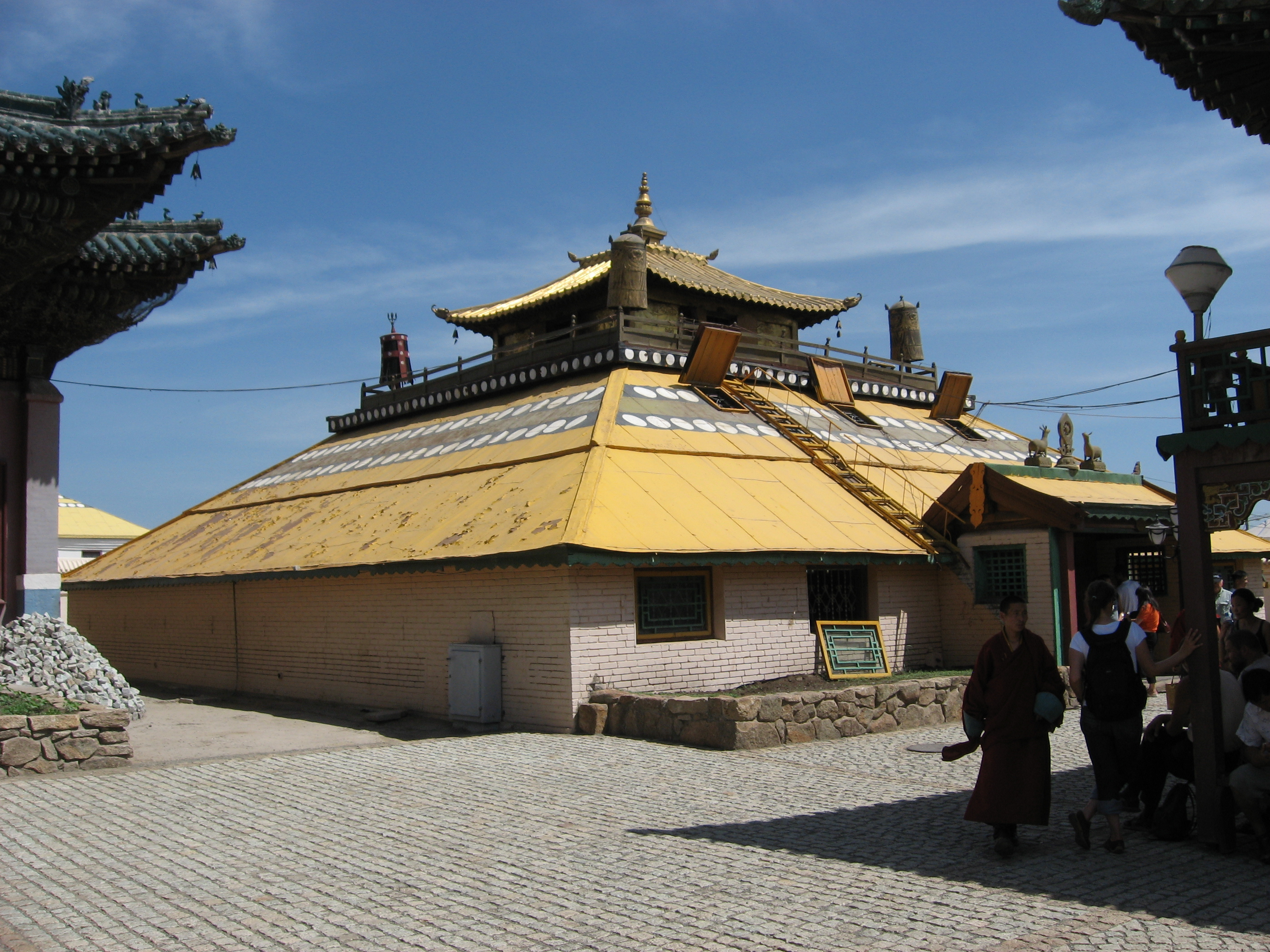
De gouden tempel van het Gandanklooster
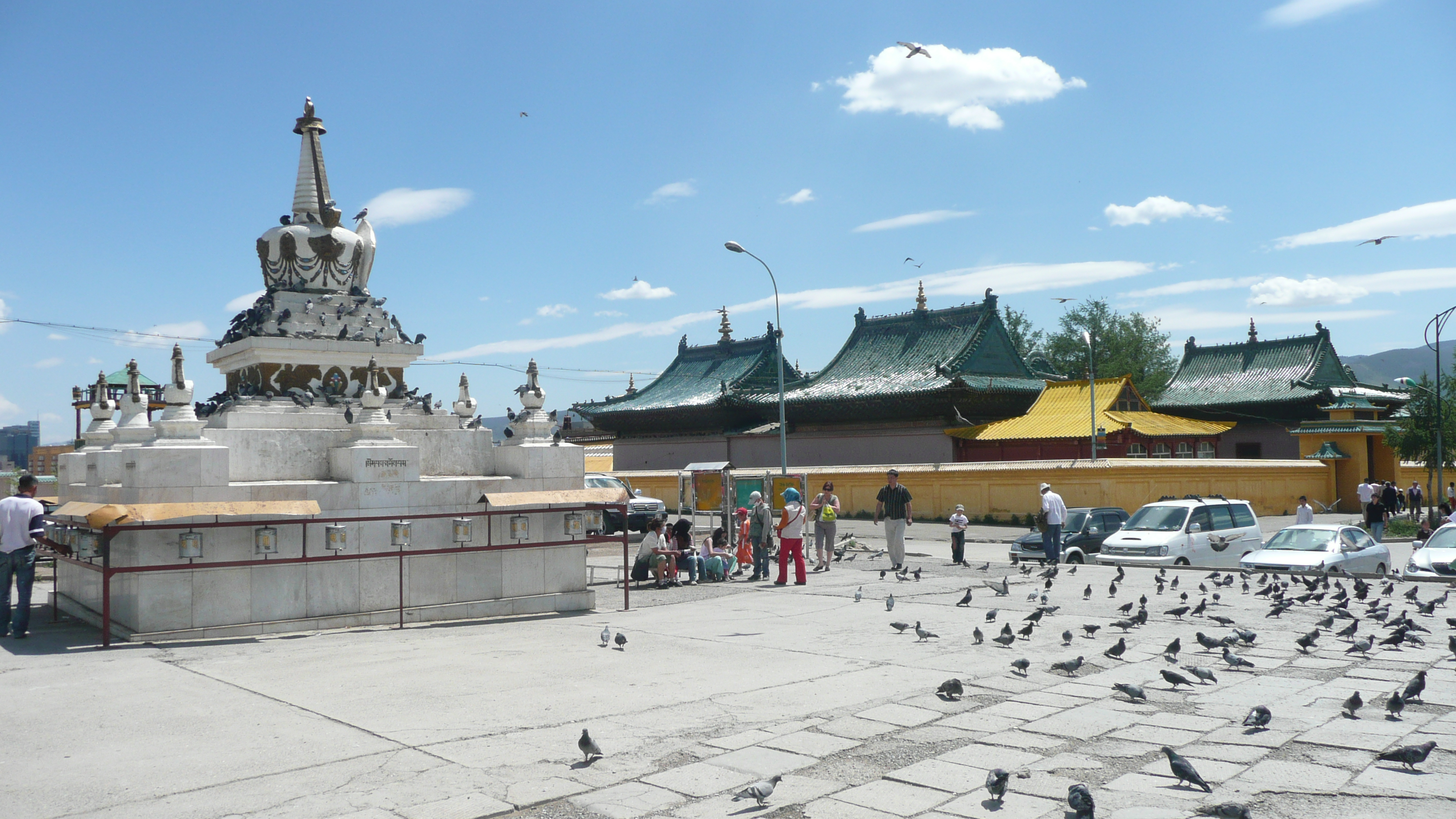
De stoepa en andere gebouwen van het klooster